# Szent Miklós-templom (Kecskemét)
A kecskeméti Szent Miklós-templom, más néven a Barátok temploma vagy Ferences templom a város katolikus hitéletének egyik központja, Kecskemét legrégebbi, ma is álló épülete.

## Története
A templom a 13. század végén és a 14. század elején épült gótikus stílusban, később több ütemben bővítették. Középkori szokás alapján úgy építették, hogy a város védőszentje, Szent Miklós ünnepén a lemenő nap megvilágíthatta a főoltárt. A templomot említő első írásos emlék 1475-ből maradt fenn. Érdekesség, hogy a reformáció kezdetén a helyi katolikusok és reformátusok felváltva tartottak istentiszteleteket a templomban. 1647-től a ferencesrendi szerzetesek használták, innen ered a „Barátok temploma” név.
Később több bővítésen is átesett az épület, a hajó és a szentély meghosszabbításán túl a Szent Anna-kápolna hozzáépítése voltak a jelentősebb mérföldkövek a templom életében. Az 1678-as tűzvész után a korábbi fatornyot már kőből építették újjá. 1777 és 1784 között a templomot barokk stílusban felújították, tornya copf stílusban 1799-ben lett megmagasítva. A romkert helyén álló temetőt is 1777-ben zárták be. Az utolsó komolyabb változtatásra 1931 és 1933 között került sor, ekkor alakították ki a lourdes-i kápolnát a templomot a főtértől elválasztó falnál. A romkert mai formáját 1974-ben nyerte el Mayer Antal tervei alapján.

## Harangjai
A templomnak 4 harangja van:
- Szent Miklós-harang: 1120 kg - E1 - Szlezák László öntötte Budapesten 1926-ban,
- Szent Antal-harang: 550 kg - G1 - Szlezák László öntötte Budapesten 1926-ban,
- Szent Ferenc-harang: 290 kg - H2 - Szlezák László öntötte Budapesten 1926-ban,
- Szent Mihály-harang: 106 kg - E2 - Szlezák László öntötte Budapesten 1926-ban.

### Harangozási rend
A harangok hétköznap nem szólalnak meg, és szombaton sem. Vasárnap 7.30-7.33, 9.30-9.33, 11.30-11.33, 17.30-17.33 között hívják a népet a templomba, és mind a négy harang jelzi a szentmise kezdetét. 7.20-7.22, 9.20-9.22, 11.20-11.22, 17.20-17.22 között a Szent Miklós-harang szól.

### Régi harangjai
A I. világháború előtt 5 harangja volt, ebből összes elrekviráltak. A toronyban ma is fellelhető jármok méretéből következtetve kb.540 és 930 és 219 és 1600 és 670 kg-osak lehettek.[forrás?]

## Képek a templomról

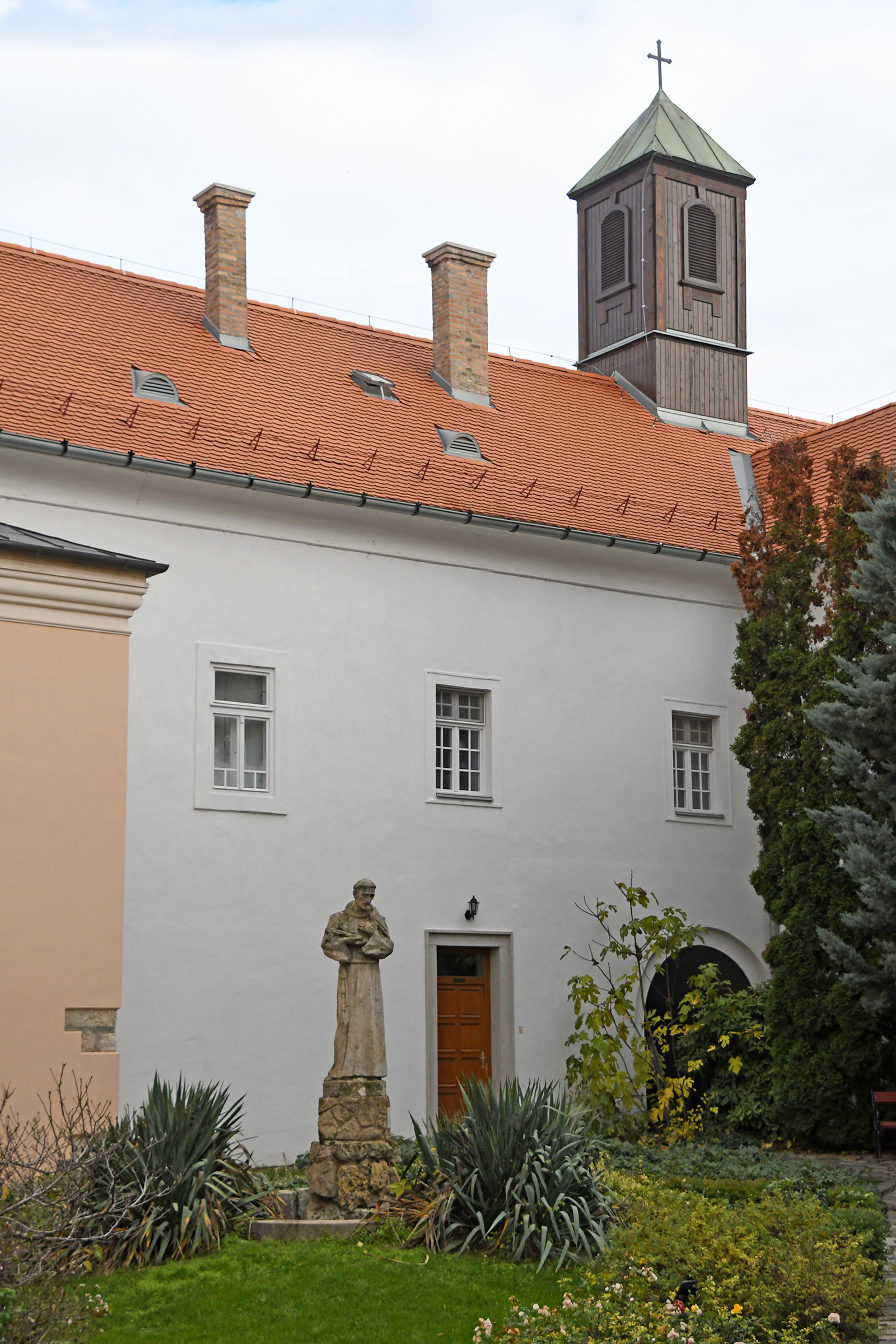
A templom udvara
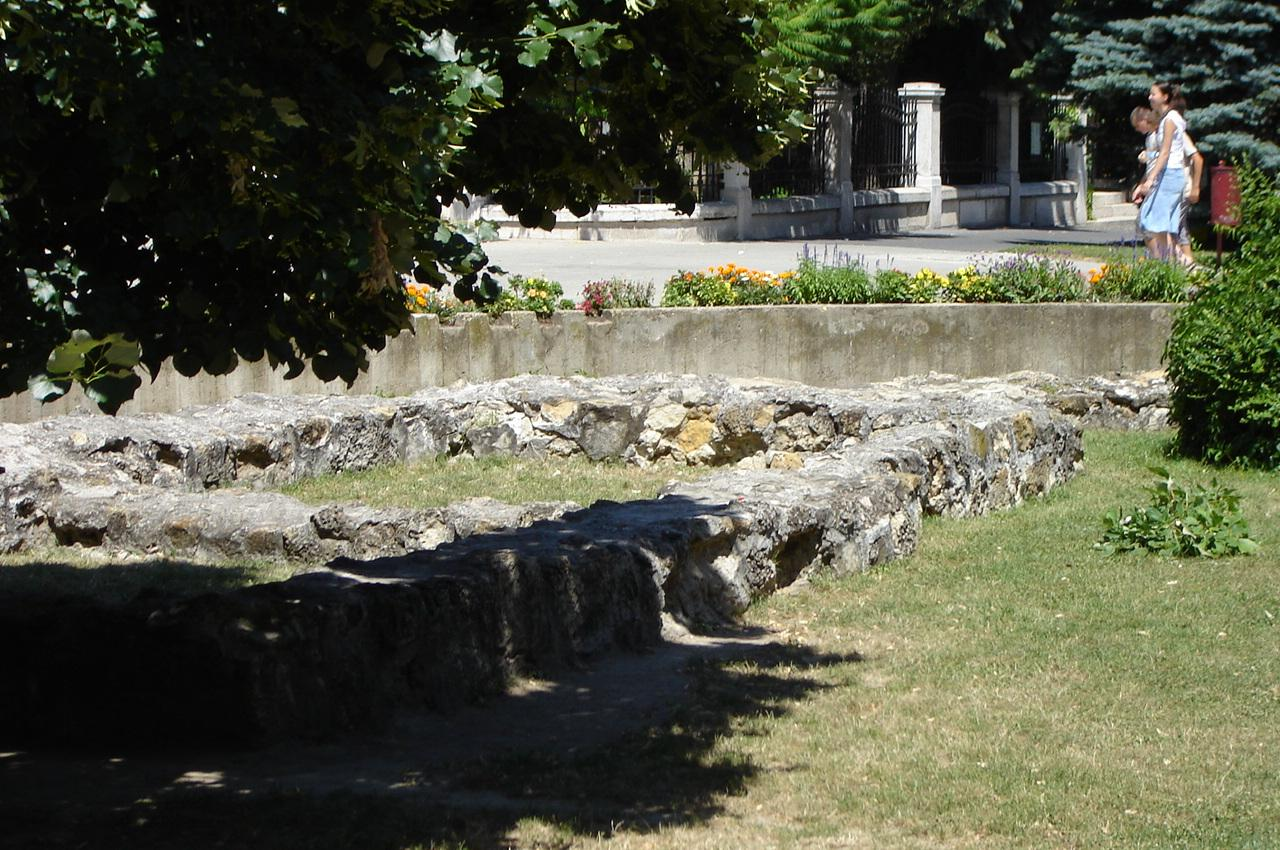
A romkert
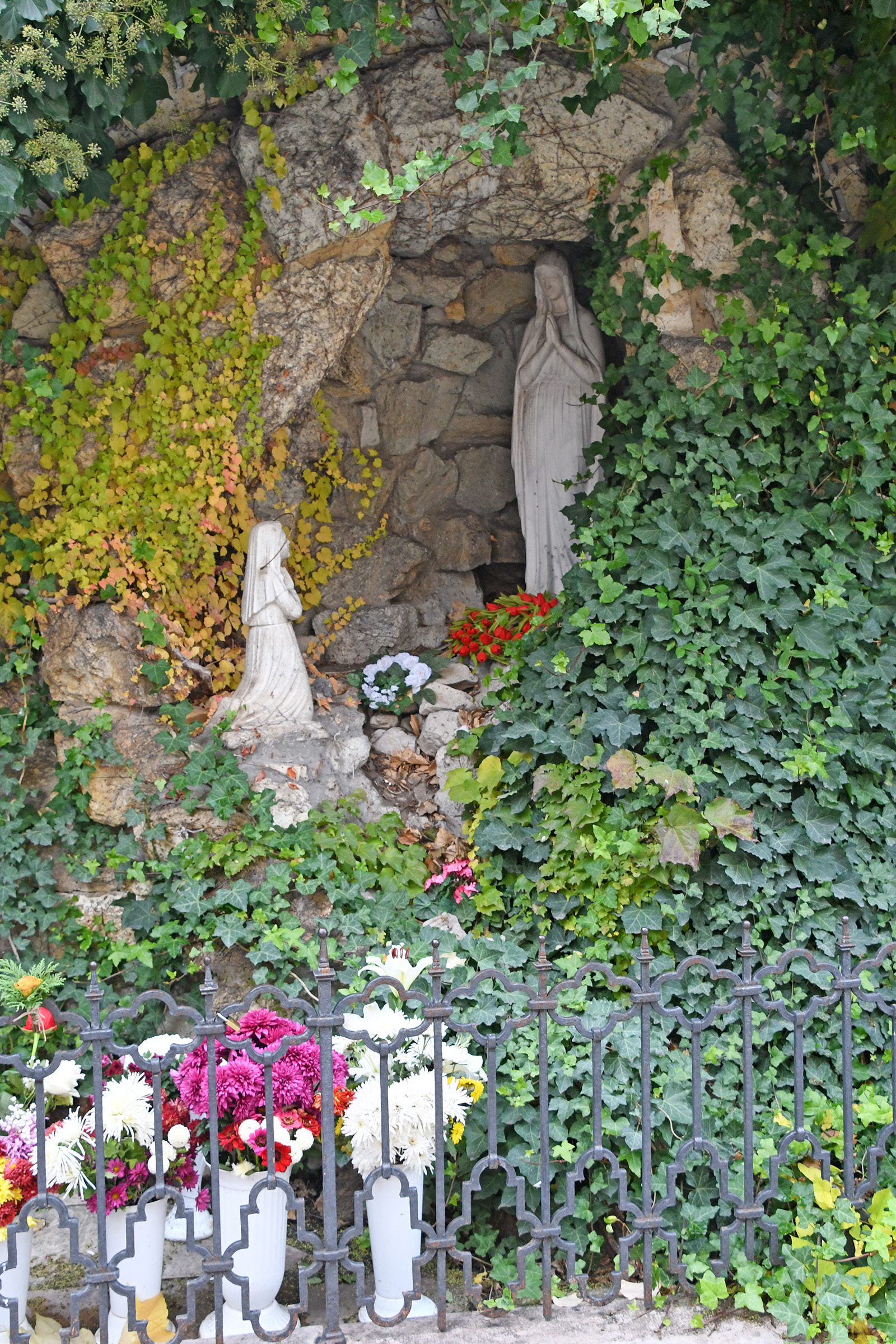
A templomkert lourdes-i barlangja
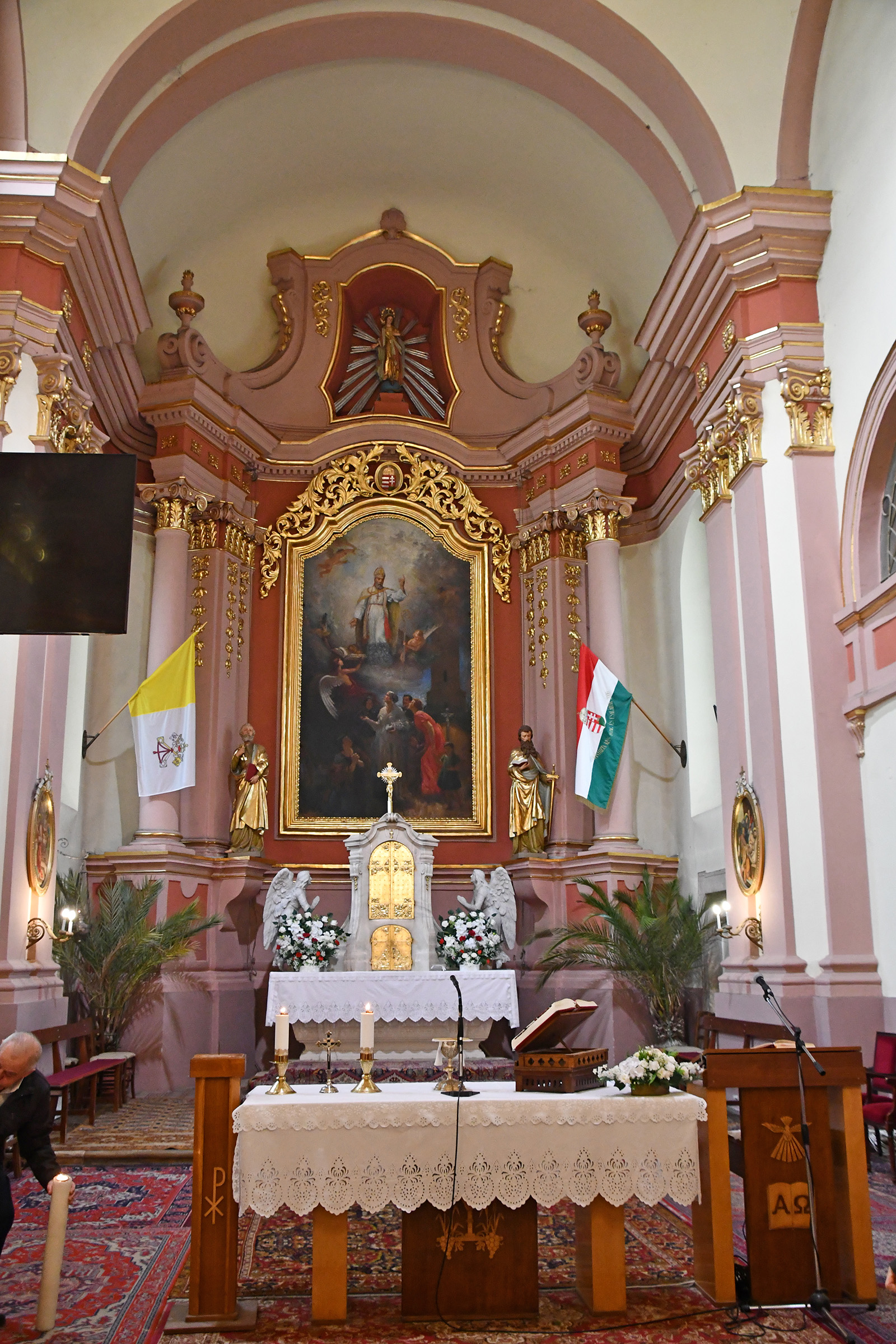
A főoltár
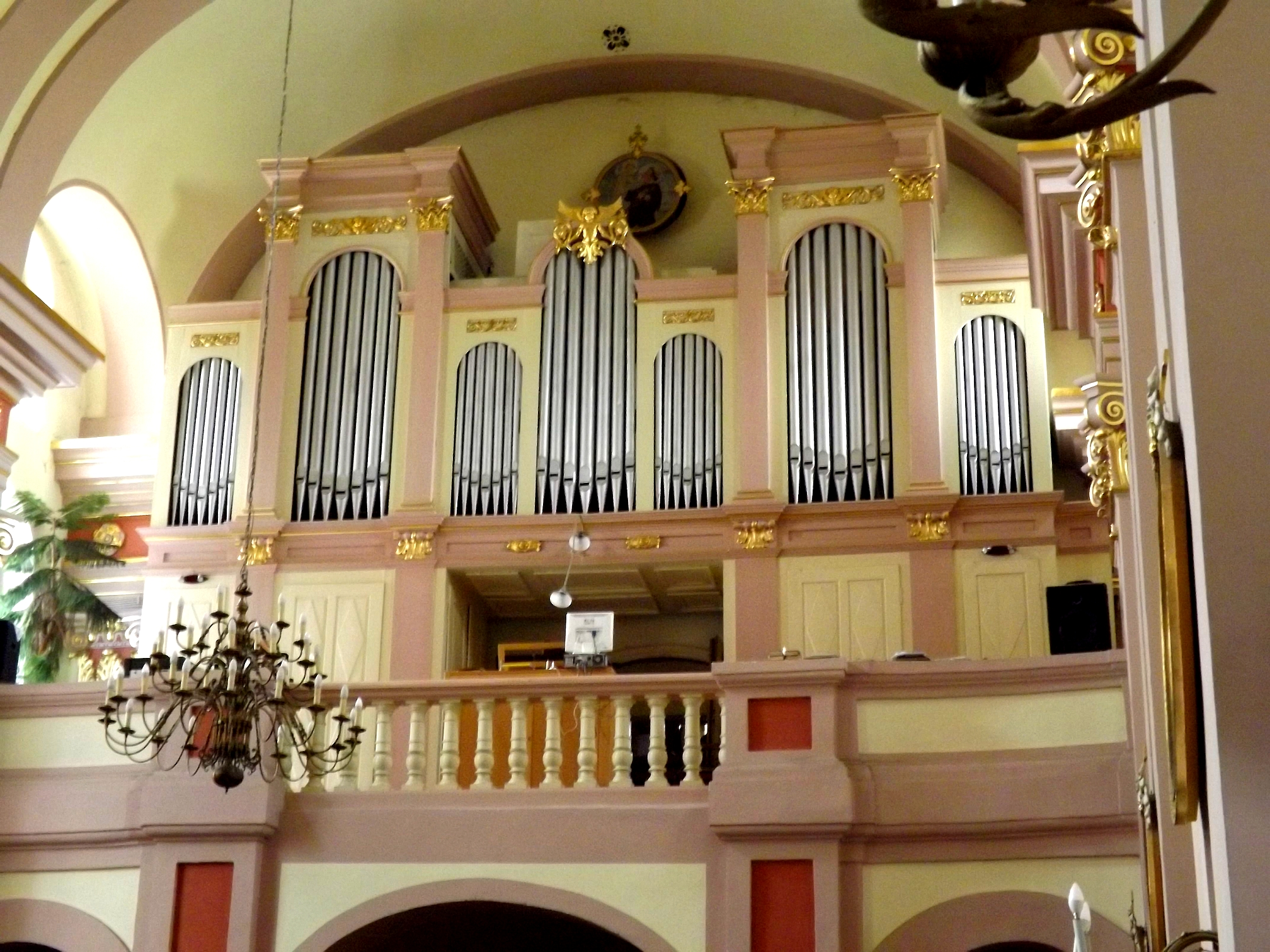
Az orgona (építette Mooser Lajos 1860-ban)